# Ferula bilasi
Ferula bilasi är en flockblommig växtart som beskrevs av George Edward Post. Ferula bilasi ingår i släktet stinkflokesläktet, och familjen flockblommiga växter. Inga underarter finns listade i Catalogue of Life.